# Djurgårdens IF Futsal
Djurgårdens IF Futsal är ett futsallag från Stockholm och grundades år 2016. DIF Futsal är den yngsta av Djurgårdens sektioner och säsongen 2017/2018 spelar man i Svenska Futsalligan (SFL), den högsta nationella serien.

## Kåre blir Djurgården
Djurgården skapades med stommen från Kåre Futsal, ett Vallentunabaserat lag som med små medel lyckats bli ett aktat namn i futsal-Sverige. Vid flertalet tillfällen var Kåre nära att kvalificera sig till SFL, men gång på gång snubblade man på målsnöret. I och med sammanslagningen fick laget en plats i division 1 Norra Svealand.

## Historia

### 2016/2017
Inför säsongen fanns det en tydligt uttalad målsättning om att vinna serien. Djurgården gick obesegrade genom seriespelet och hade det inte varit för en oavgjord match mot Märsta IK i den sista omgången hade man kunnat stoltsera med idel segrar. Under säsongen hade laget ett snitt på 19 gjorda mål per match och man skapade rubriker när man slog svenskt rekord för största vinstmarginalen i futsal, genom en 79-0-seger mot IFK Söderhamn.
Efter seriesegern väntade kvalspel om en plats i SFL och de tre potentiella kvalmotståndarna var lokalrivalen Hammarby IF, Stockholmslaget Söder Futsal och norrländska Jokkmokks SK. Lotten föll på Jokkmokk och efter totalt 25-7 över två matcher hade Djurgården avancerat och var i och med segern kvalificerade för SFL 2017/2018.

## Truppen 2017/2018
| Nr | Land    | Pos | Namn                      |
| -- | ------- | --- | ------------------------- |
| 1  | Sverige | MV  | Christoffer Hagsell       |
| 2  | Sverige | V   | Axel Hellberg Olsson      |
| 3  | Sverige | L   | Christoffer Åhman         |
| 4  | Sverige | L   | Jonathan Isaksson         |
| 6  | Sverige | V   | Michael Johansson         |
| 7  | Sverige | L   | Emil Glans                |
| 8  | Sverige | V   | Viktor Johansson          |
| 9  | Sverige | P   | Andreas Tranquist         |
| 10 | Sverige | P   | Daniel Lindgren Zachrison |
| 11 | Sverige | L   | Kristoffer Khazeni        |
| 12 | Sverige | V   | Andreas Johansson         |

| Nr | Land    | Pos | Namn                         |
| -- | ------- | --- | ---------------------------- |
| 13 | Sverige | P   | Emil Gustavsson              |
| 14 | Sverige | P   | Daniel Aramesh               |
| 15 | Sverige | MV  | Christopher Krounis Guerrero |
| 17 | Sverige | V   | Rami Younes                  |
| 21 | Sverige | A   | Petter Andersson             |
|    | Sverige | V   | Dag Granath                  |
|    | Sverige | V   | Martin Fransson              |
|    | Sverige | MV  | Nicklas Jöbring              |
|    | Sverige | MV  | David Jesperson              |